# Alessandro Nespolino
Alessandro Nespolino (Napoli, 2 dicembre 1971) è un fumettista italiano.

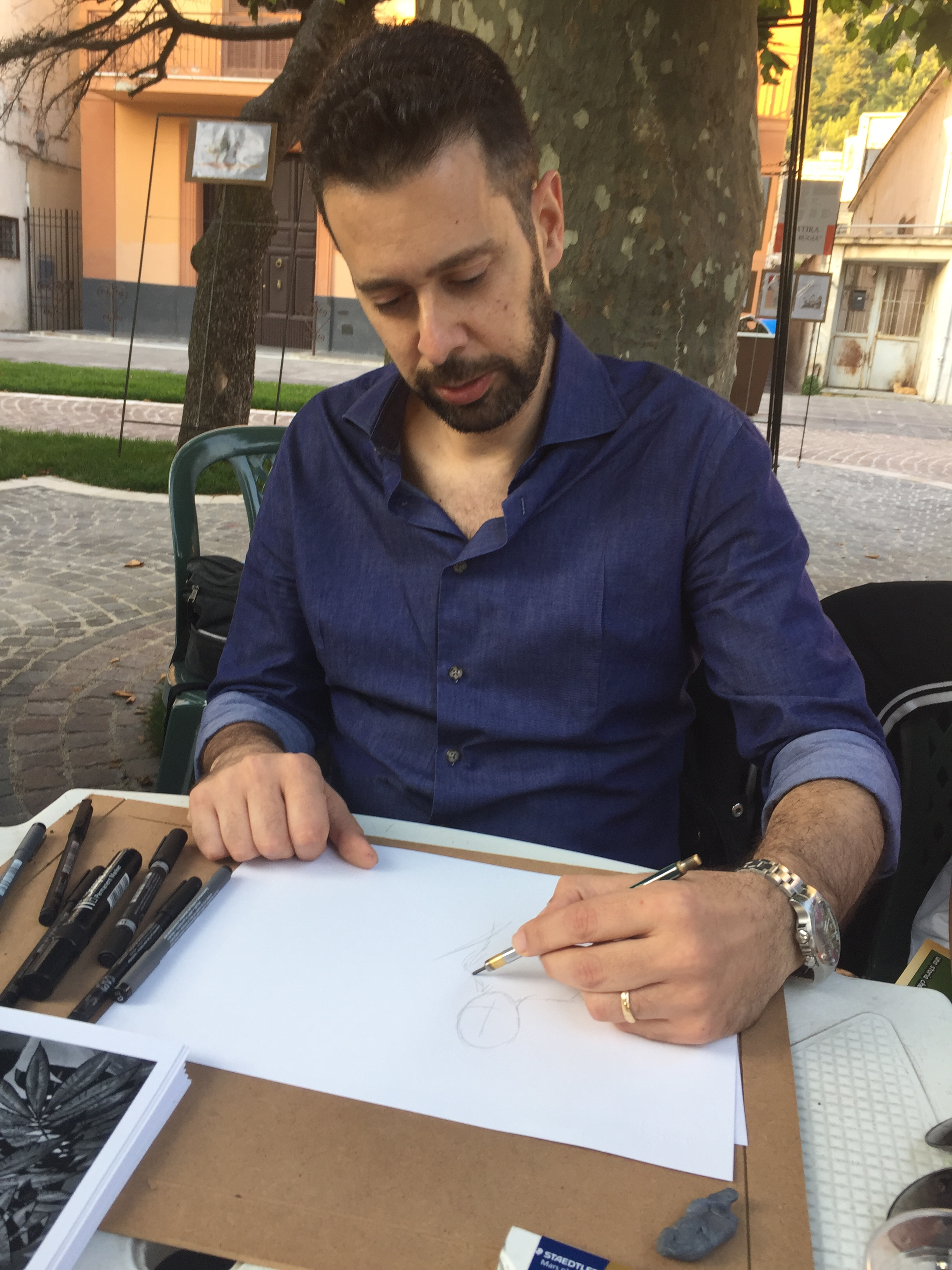
Alessandro Nespolino a Sarno nel 2016

Si diploma presso l'istituto tecnico per geometra e poi frequenta la Scuola Internazionale di Comics di Roma ed esordisce come disegnatore con l'editore Fenix. Nel 1994 approda a Lazarus Ledd delle Edizioni Star Comics, ma il grande salto avviene nel 2000, quando entra alla Sergio Bonelli Editore, nello staff disegnatori di Nick Raider. Dopo la chiusura della testata, è tra i disegnatori di Brad Barron (2005) e successivamente di Volto Nascosto (2007), entrambe miniserie della Sergio Bonelli Editore.
Nel 2009 ha vinto il premio ANAFI come miglior disegnatore italiano, e lo stesso anno pubblica per la casa editrice francese Soleil Productions, l'albo ED GEIN.
Dopo aver collaborato anche con Magico Vento, entra nello staff disegnatori di Tex e disegna per la miniserie Shanghai Devil. È il creatore grafico dei personaggi della nuova serie della Bonelli Adam Wild, per cui realizza anche il primo episodio. Collabora ancora con la casa editrice francese Soleil-Delcourt, per cui realizza Sherlock Holmes-Crime Alleys I e II e il terzo tomo di Sherlock Holmes Society - In nomine Dei, per la collana 1800 Collection. Attualmente è nello staff disegnatori de Il Commissario Ricciardi (trasposizione a fumetti dei romanzi dello scrittore napoletano Maurizio De Giovanni), sempre per la Bonelli, di cui realizza il terzo volume "Il posto di ognuno". Nel mese di Ottobre 2018, sempre per la Sergio Bonelli, in occasione dei 70 anni di Tex, esce la sua seconda storia del famoso ranger, sul Maxi-TEX n.23, DESERTO MOHAVE, su testi di Gianfranco Manfredi.
Nespolino ha anche insegnato presso la Scuola Italiana di Comix di Napoli, dal 1996 , con cui continua a collaborare sporadicamente.